# Foro Internacional de Música Nueva Manuel Enríquez
El Foro Internacional de Música Nueva Manuel Enríquez (abreviado FIMNME) es un festival anual de música contemporánea que tiene lugar en México. Es uno de los festivales de su tipo más antiguos en América Latina. Sus actividades se realizan generalmente alrededor del mes de noviembre, e incluyen varias decenas de conciertos que se extienden por cuatro o cinco semanas. En el FIMNME suelen participar destacados ensambles y solistas dedicados a la música contemporánea, así como las principales orquestas de México, como la Orquesta Sinfónica Nacional y la Orquesta Filarmónica de la UNAM.
El FIMNME fue fundado en 1979 por el compositor mexicano Manuel Enríquez con el nombre de Foro Internacional de Música Nueva. Su primera edición fue inaugurada el 7 de abril de ese año en Ciudad de México. Desde hace varios años integra una parte importante de su programación mediante una convocatoria abierta.